# Parada do Orgulho LGBT de Praia Grande
Parada do Orgulho LGBT de Praia Grande é uma parada LGBT que acontece desde 2018 no município de Praia Grande (São Paulo), Brasil. Segundo a APOLGBT/PG - (ONG organizadora da parada na cidade no município de Praia Grande), a parada é o evento que atrai mais turistas à cidade de Praia Grande, movimentando a economia local da cidade. A cidade de Praia Grande tem uma das praias mais movimentadas do Brasil, tendo sido eleita pelo Ministério do Turismo como a 4ª cidade que mais recebe turistas no país durante a temporada de verão, depois de São Paulo, Rio de Janeiro e Florianópolis. Na alta temporada, recebe cerca de 1,86 milhão de turistas (mais de cinco vezes a sua população fixa, que também vem se expandindo depressa: com crescimento de 56 000 habitantes entre 2000 e 2009, Praia Grande recebeu o título de "a cidade que mais cresce no Brasil").
O evento conta com a participação da comunidade LGBT, simpatizantes e pessoas passam pelo local. Uma das principais reivindicações inseridas no evento tem sido o combate à LGBTfobia (tema recorrente desde 2006).
Em sua primeira edição, no dia 23 de Setembro de 2018, a Parada do Orgulho LGBT de Praia Grande reuniu cerca de 70 mil pessoas, com o tema "Uma onda de amor contra o preconceito”. Em 2018, a ONG Associação da Parada do Orgulho LGBT de Praia Grande (APOLGBT/PG), organizadora do evento, alterou o nome para Parada do Orgulho LGBT de Praia Grande (lésbicas, gays, bissexuais, travestis e transgêneros de Praia Grande). Atualmente, a manifestação é considerada como a Maior Parada do Orgulho LGBT do litoral do estado de São Paulo.

## Histórico

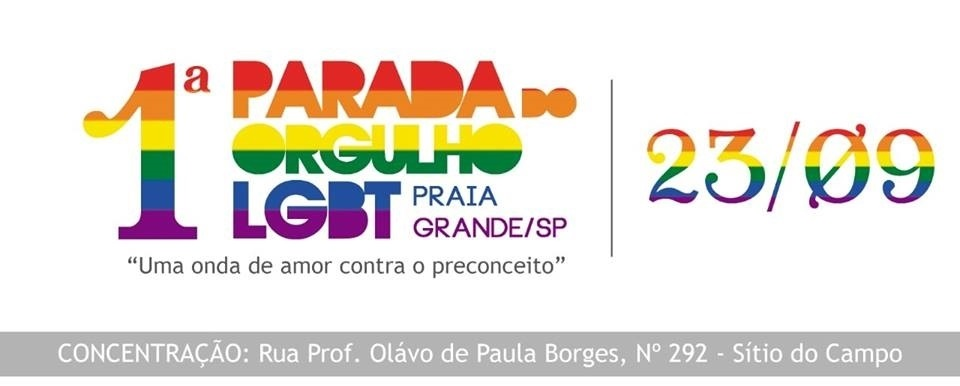
Capa Flyer da Primeira Parada do Orgulho LGBT de Praia Grande 2018.jpg.

A primeira edição de 2018 levou 50 mil pessoas,(dados da polícia : estimativa de assistência das 10h às 22h) e 70 mil pessoas (dados dos organizadores: estimativa de participantes durante toda a parada) de pessoas as ruas do bairro sítio do Campo, Concentração, Kartodrómo e durante as mais de 12 horas de evento. O tema da primeira parada da cidade de Praia Grande no ano de 2018 foi "Uma onda de amor contra o preconceito".
MOVIMENTO LGBT - A cidade de Praia Grande, região metropolitana da Baixada Santista, vai receber a sua 1ª Parada Gay, marcada para o dia 23 de setembro, na praça Lions, no bairro do Jardim Guilhermina. O evento foi autorizado pela prefeitura, após ser aprovado na Câmara, a partir do projeto criado pela vereadora Janaína Ballaris como sua principal incentivadora.
A iniciativa foi recebida com festa por grupos LGBTs locais por incentivar a igualdade de direitos civis e humanos demonstrando a resistência e promovendo a visibilidade dos indivíduos, bem como a luta contra o preconceito de identidade de gênero e orientação sexual. A Prefeitura apoiará o evento escalando a Guarda Civil Municipal e os agentes de Trânsito.
A programação vão até as 22 horas. Segundo um dos organizadores do evento e presidente da APOLGBT, Cícero Belatato, o vice-presidente da APOLGBT, Leonardo Fernandes, objetivo é dar visibilidade às pautas da comunidade LGBT da cidade.
Na abertura do evento, militantes irão falar sobre a importância de eventos desse tipo. Também terão shows de artistas LGBTs da região e apresentações de drag queens.
Depois, o grupo segue com três trios elétricos para o Kartódromo, onde acontece o encerramento da parada.
A reunião do mês de setembro do Conselho de Turismo de Praia Grande discutiu os últimos eventos realizados na cidade. Realizada na Casa dos Conselhos, no último dia 27, os conselheiros também começaram a pensar em possíveis ações para agitar o verão dos munícipes.
Um dos grandes destaques do debate na reunião foi o sucesso da comemoração dos 10 anos de Palácio das Artes. Segundo os conselheiros, as diversas atividades que aconteceram no evento ajudaram a espalhar as informações que a cidade contém.
Ressaltaram a importância do teatro para Praia Grande e a necessidade de levar a cultura para todas as pessoas da cidade. Para os integrantes do Conselho, o evento foi motivo de orgulho e de satisfação.Outro assunto muito comentado foi a 1ª Parada do Orgulho LGBT do Município. Os conselheiros colocaram em mesa o retorno positivo que o evento proporcionou e reforçaram a necessidade de realizações como essa para a contínua luta contra o preconceito de identidade de gênero e orientação sexual.
Na reunião do Conselho de Turismo de Praia Grande foi falado sobre a 1ª Parada LGBT de Praia Grande que ocorreu no dia 23 de setembro, no Kartódromo Municipal. O evento transcorreu de forma pacífica e contou
com cerca de 20.000 pessoas. Amanda (advogada da OAB da Diversidade de Praia Grande), explanou que foi um show de cidadania por parte da população.
O Conselho de Cultura de Santos - (Concult) parabeniza a Associação da Parada do Orgulho LGBT de Praia Grande,  a Prefeitura de Praia Grande e os seus apoiadores que realizaram dia 23 de Setembro de 2018 sua 1ª Parada que recebeu um público de 70 mil pessoas. Ações como essas impulsionam as discussões sobre direitos humanos e movimentam  cultura, turismo e a economia de toda região.

## Recepção

### Público presente

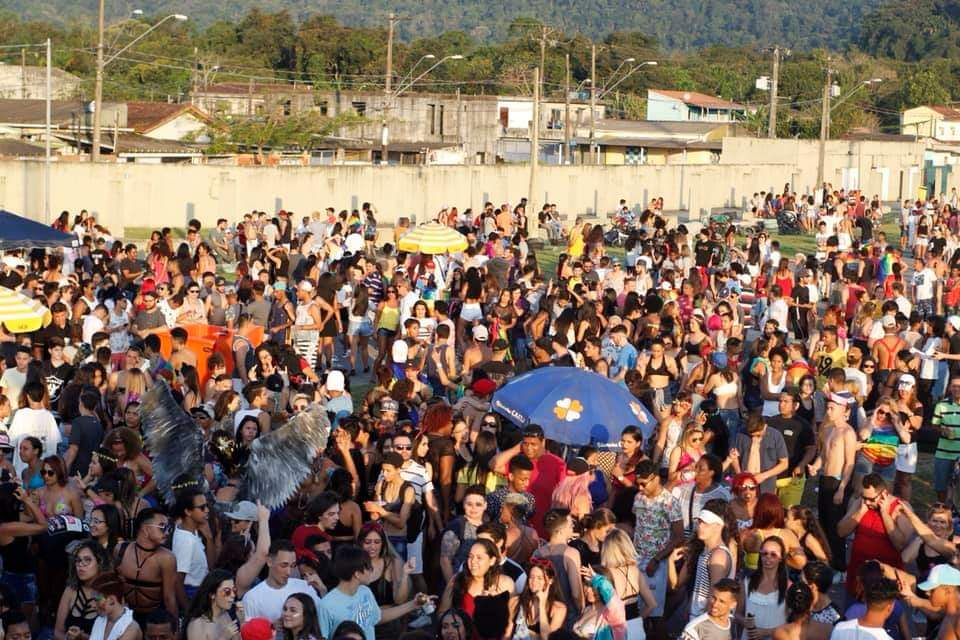
Primeira Parada LGBT reuniu mais de 70 mil de pessoas no Kartódromo Municipal, em Praia Grande (São Paulo).

Uma das maiores dificuldades nas Paradas LGBT consiste no cálculo aproximado das pessoas presentes no evento. Tomando-se como exemplo as edições de São Paulo, realizadas na Avenida Paulista, o evento comportaria um público aproximado de 100.000 pessoas num determinado instante. Em contrapartida, dados de ocupação de hotéis e estabelecimentos de hospedagem em 2018 indicam a presença de 30.000 turistas que se dirigiram à cidade litorânea paulista para participar do evento. Dados de pesquisa de campo, realizados pela APOLGBT/PG em 2018, estimam que 70% dos participantes residem na região metropolitana da 
Baixada Santista, ou seja, utilizando essa informação para extrapolar o número de participantes chegaríamos a um número próximo de 100.000 de pessoas que compareceram ao evento em diferentes momentos, caracterizando uma rotatividade de seus participantes.

## Outros Projetos da Associação
- Parada LGBT
- Arraial da Diversidade
- Palestras de Inclusão Social
- Trabalho de Prevenção de HIV/IST
- Trabalhos Coletivos voltado a área do Fundo Social de Solidariedade de Praia Grande

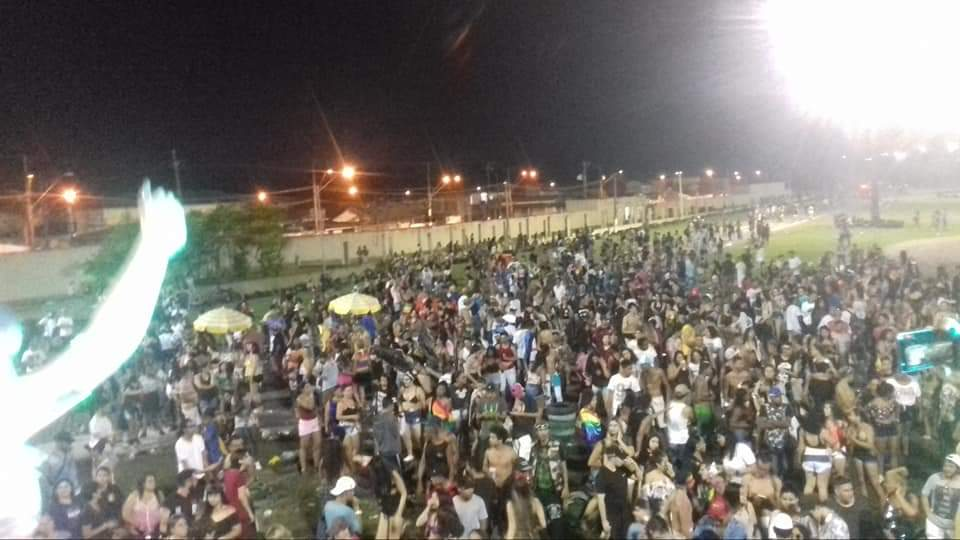
Término da 1ª Parada do Orgulho LGBT de Praia Grande em 2018 às 22h, show de encerramento com a Banda Banana Split.

Segundo estimativas a Polícia Militar de São Paulo e da Guarda Civil Municipal de Praia Grande - (GCM), diz que não fornece mais estimativas oficiais para o evento, a região do Kartódromo Municipal e regiões próximas do bairro Sítio do Campo, formam contantes aglomerações em todo o decorrer das mais de 10 horas de evento, poderia comportar um público fixo de 30 mil pessoas no Kartódromo. Com uma taxa de renovação de 2:1 durante o evento, a região em torno do Terminal Urbano Rdoviário Tude Bastos poderia comportar 10 mil de pessoas dentro do terminal, segundo estimativas da Setransp.

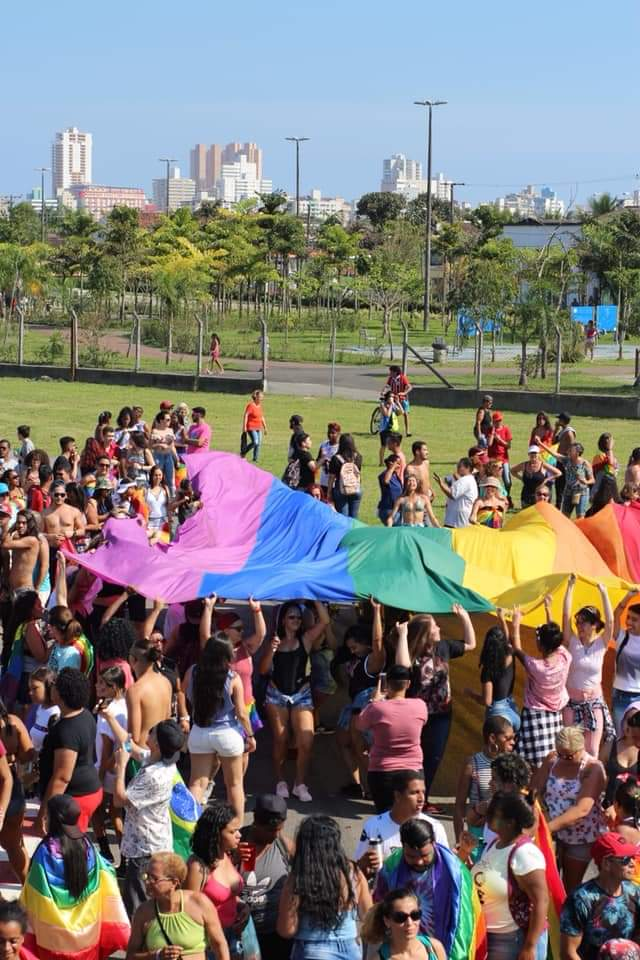
I Parada do Orgulho LGBT de PG, em 2018, concentração dentro do Kartódromo Municipal.

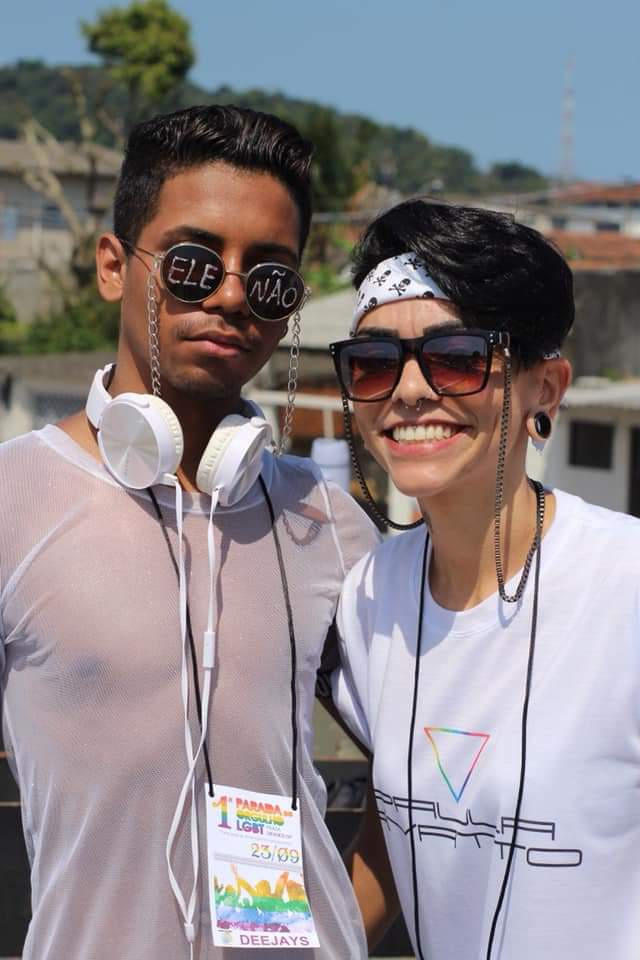
Djs oficiais da Parada do Orgulho LGBT de Praia Grande. Dj Ale Vilela & Dj Paula Pivatto na Iª Parada, em 2018.

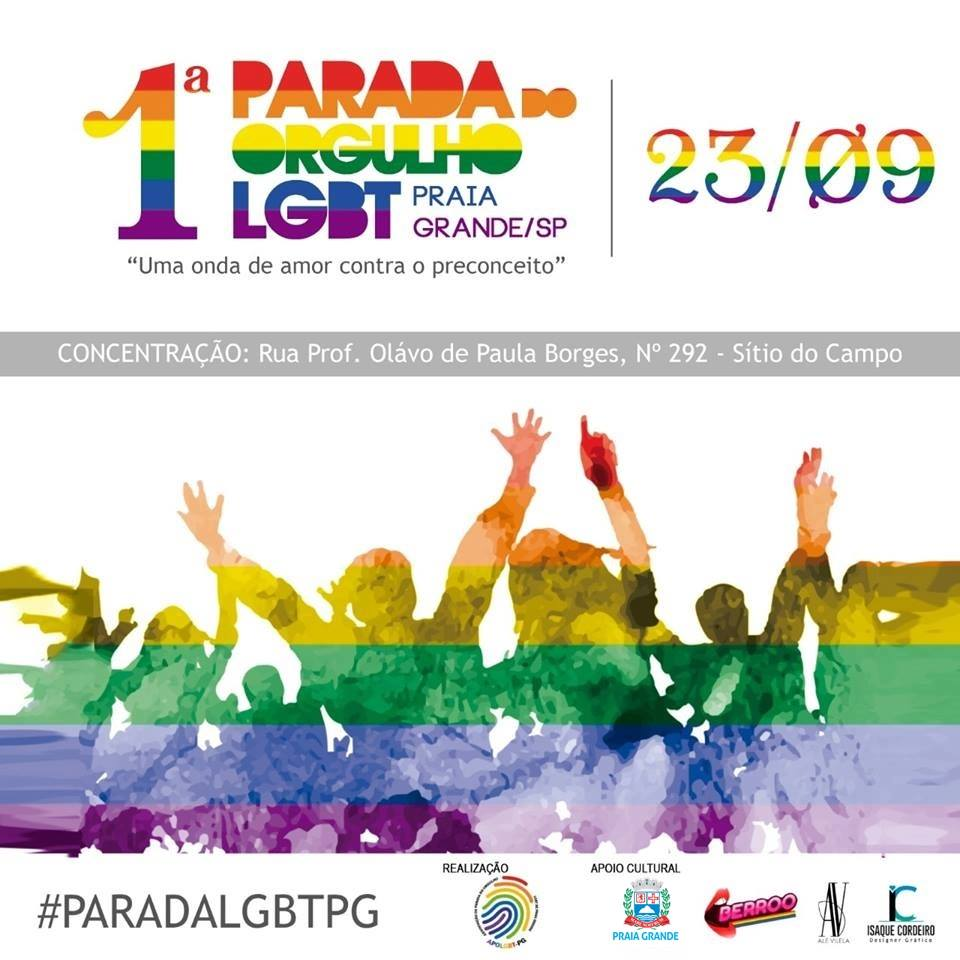
Pré Flyer da Primeira Parada do Orgulho LGBT de Praia Grande 2018.

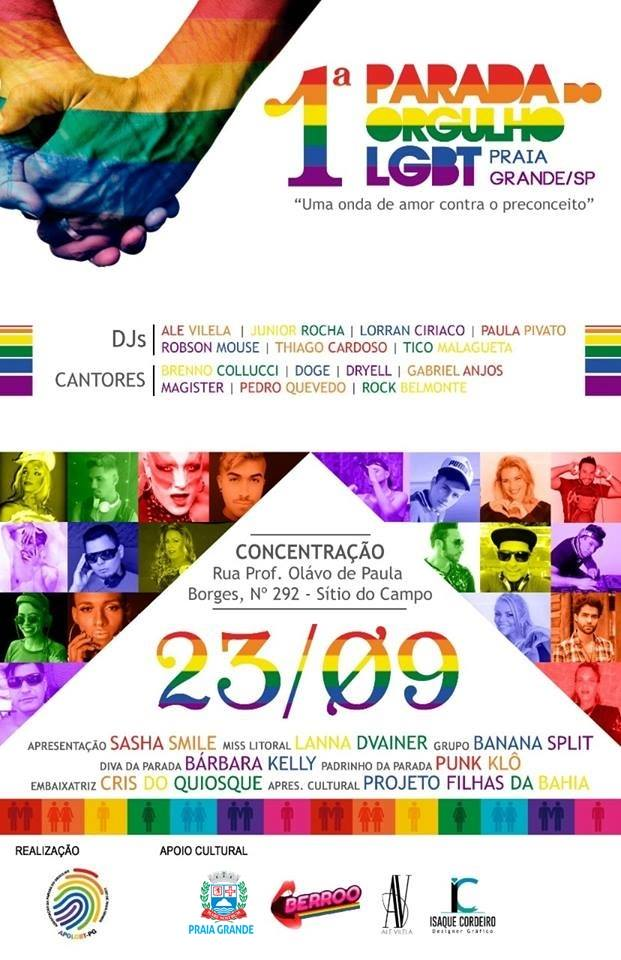
Flyer Oficial da 1ª Parada de 2018

| Ano  | Edição | Organizadores | Polícia Militar | Imprensa |
| ---- | ------ | ------------- | --------------- | -------- |
| 2018 | I      | 70.000        | 50.000          |          |
| 2019 | II     |               |                 |          |

valor incluído no Guinness Book.

## Temas
- 2018 - "Uma onda de amor contra o preconceito"[15]
- 2019 - "Sem amor eu nada seria"